# La Veneno
La Veneno, pseudonimo di Cristina Ortiz Rodríguez (Adra, 19 marzo 1964 – Madrid, 9 novembre 2016), è stata una showgirl e modella spagnola.
È nota per essere stata una delle prime donne transgender a dare visibilità alla comunità trans in Spagna ed è riconosciuta come una delle icone LGBT più importanti del suo paese natale. Raggiunse la popolarità a partire dalle sue collaborazioni nei programmi di intrattenimento notturno Esta noche cruzamos el Mississippi e La sonrisa del pelícano, andati in onda in Spagna tra il 1995 e il 1997, condotti entrambi dal giornalista Pepe Navarro. Successivamente, per una breve fase, è stata cantante e vedette e ha partecipato a numerosi programmi televisivi, in particolare quelli dedicati alla cronaca rosa.

## Biografia

### Infanzia
Nacque il 19 marzo 1964 nella località almeriense di Adra, in Andalusia. Era una dei sei figli di José María Ortiz López (Cherín, 1932 - Adra, 14 gennaio 2020) e María Jesus Rodríguez Rivera (Adra, 1936). I suoi fratelli erano María José, Rafael, María Trinidad, Francisco e María Belén.
Facendo riferimento alle sue stesse parole, fin da molto piccola, Cristina Ortiz si è sempre sentita una donna. Durante l'infanzia e l'adolescenza soffrì per le numerose aggressioni e i maltrattamenti da parte dei familiari e degli abitanti della cittadina, che si rifiutavano di rispettare la sua identità di genere.
All'età di ventisei anni, si fece notare per la sua avvenenza e, prima della transizione, fu premiata nel 1989 con il titolo Míster Andalucía.
Nel 1990, iniziò a vestirsi di nascosto con abiti femminili e a lavorare in un night club, in uno spettacolo di drag queen. In quel periodo, conobbe la vedette transgender Paca La Piraña, con la quale iniziò una lunga amicizia. Un anno dopo, decise di trasferirsi a Madrid, dove iniziò a lavorare nella cucina di un ospedale.
La sua prima apparizione televisiva avvenne nel 1991 nel programma Vivan los novios di Telecinco, dove vinse un viaggio in Thailandia. Fu proprio al ritorno dalla Thailandia che diede inizio alla sua transizione. Da allora esercitò la prostituzione frequentando le zone del parque del Oeste. All'inizio usò lo pseudonimo di Tanya ma in seguito decise di farsi chiamare Cristina, in onore a una collega deceduta. Il soprannome La Veneno le fu dato dall'amica Paca La Piraña, dopo uno scontro tra Cristina e uno dei suoi partner.

### Raggiungimento della fama
Nell'aprile del 1995, La Veneno fu scoperta in un reportage sui "travestiti" (nonostante Cristina Ortiz, secondo le definizioni LGBT, si dovrebbe considerare come transessuale), realizzato dalla giornalista Faela Sainz, collaboratrice di Pepe Navarro nel programma notturno Esta noche cruzamos el Mississippi, della catena Telecinco. Il raggiungimento della fama fu quasi immediato. Il suo carisma, la sua bellezza, la disinvoltura e la sfacciataggine con cui si esprimeva fecero crescere l'audience del programma fino a quasi otto milioni di telespettatori. A partire da quel momento, diventò una collaboratrice abituale del programma. Successivamente, partecipò di nuovo al fianco di Pepe Navarro e il suo team a La sonrisa del pelícano (1997), un altro programma in onda su Antena 3.
Durante il suo periodo in tv, La Veneno si esibì anche come cantante pubblicando il singolo Veneno pa tu piel, che conteneva due canzoni: Veneno pa tu piel e El rap de La Veneno. Sempre in quel periodo sfilò come modella per il designer Antonio Alvarado.
Nel dicembre del 1997, il programma di Pepe Navarro si concluse e La Veneno trascorse un periodo a Buenos Aires, dove lavorò per il canale Telefé. Successivamente, fece ritorno in Spagna per partecipare, tra gli altri, ai programmi tv Todo depende (con Jordi González) di Telemadrid e Mírame, di Antena 3.
In quest'epoca si iniziò a parlare di un progetto per realizzare un film sulla sua vita, con lei stessa come protagonista, progetto che però si interruppe poco dopo. Ciò nonostante, il suo percorso cinematografico si esplicitò in due film porno: El secreto de la Veneno e La venganza de la Veneno.

### Detenzione in carcere
Cristina Ortiz partecipò a una truffa ai danni di una compagnia di assicurazioni che deteneva la polizza per l'appartamento dove viveva. Venne denunciata dal suo complice e fidanzato di allora, Andrea Petruzzelli. Accusata di aver dato volontariamente fuoco all'alloggio con l'intenzione di riscuoterne il risarcimento, venne condannata a tre anni di carcere. Fu detenuta nella sezione maschile del Centro Penitenciario Madrid VI-Aranjuez nell'aprile del 2003 all'età di trentanove anni, dove rimase fino al 2006. Come racconterà negli anni a seguire, la sua permanenza in una prigione maschile ha rappresentato uno dei capitoli più duri della sua vita, lasciandole dei segni sia fisici che psicologici.
Nel 2014 tornò in carcere, sebbene questa volta in una sezione femminile, dove rimase per otto mesi. In un'intervista, Cristina Ortiz affermò che la sua seconda incarcerazione non fu così traumatica come la prima e che sotto alcuni punti di vista trascorse anche dei momenti piacevoli.

### Ritorno al mondo dello spettacolo
Nel 2006, dopo essere uscita di prigione a quarantun anni, con 122 chili di peso e un notevole deterioramento fisico, Cristina tornò ad apparire in tv raccontando l'infernale periodo trascorso in carcere dove fu vittima di stupri e maltrattamenti da parte degli altri carcerati e dei funzionari di polizia penitenziaria. Tornò ad essere un personaggio televisivo, partecipando in vari programmi di cronaca rosa e suscitando nuove polemiche. Nell'ottobre del 2010, un programma televisivo le propose la sfida di dimagrire, per cui nel marzo del 2011, La Veneno riapparve in tv con 35 chili in meno, lasciando tutti di stucco. Ciò nonostante, questa brusca perdita di peso le portò svariati problemi di bulimia che ne aggravarono la depressione e le crisi di ansia. Il 10 maggio del 2013 annunciò la sua guarigione e nel programma televisivo Deluxe di Telecinco, dove mostrò al pubblico il suo ultimo fidanzato di 23 anni. Inoltre annunciò che il suo libro Ni puta, ni santa: Las memorias de La Veneno sarebbe stato pubblicato di lì a poco. Nell'agosto dello stesso anno, però, Cristina Ortiz confessò di trovarsi nel peggior momento della sua vita. Il suo ultimo fidanzato, dopo tre anni di relazione, scappò con tutti i suoi risparmi, che superavano i sessantamila euro, lasciandola con una pensione di 300 euro per esclusione sociale e il suo appartamento di proprietà nelle vicinanze di piazza Cuzco a Madrid.

### Memorie
Nell'ottobre del 2016, otto anni dopo essere stata annunciata, La Veneno mise in vendita la sua autobiografia intitolata ¡Digo! ni puta ni santa: Las memorias de La Veneno, scritta dalla giornalista Valeria Vegas. Le copie del libro, uscito in quattro edizioni, furono esaurite prima ancora di arrivare in vendita. Nell'opera, pubblicata il 3 di ottobre 2016 e presentata a Madrid, La Veneno racconta di avere avuto relazioni sessuali con personaggi famosi, politici e calciatori.

### Morte

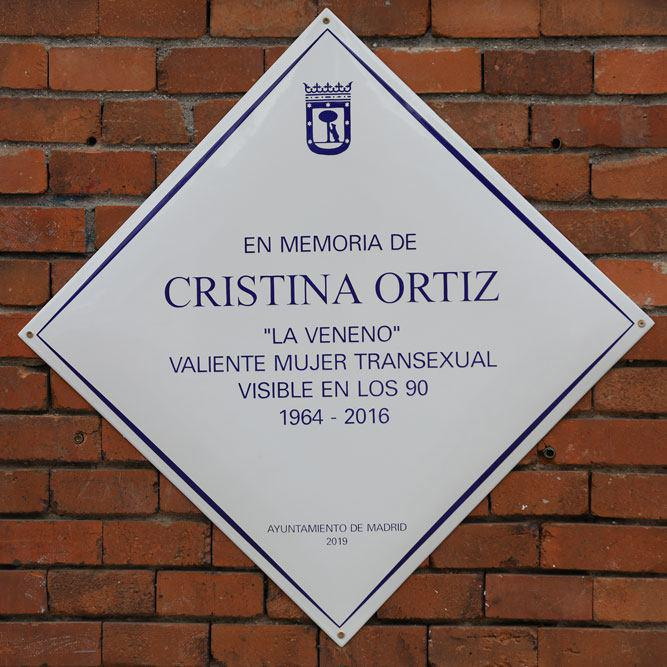
«In memoria di Cristina Ortiz "La Veneno", coraggiosa donna transessuale visibile negli anni 90». Targa che il Comune di Madrid collocò nell'aprile del 2019 al parque del Oeste.

Il 9 novembre del 2016, approssimativamente un mese dopo aver pubblicato la sua biografia, la stampa comunicò il suo improvviso decesso. Quattro giorni prima, Cristina era stata trovata dal suo fidanzato stesa sul divano di casa, al numero 12 di Calle Tablada nel distretto madrileno di Tetuán, in pessimo stato, "semi-incosciente, con il corpo pieno di lividi e una grave ferita alla testa" per la quale si rese necessario un intervento chirurgico. Furono inoltre trovate numerose macchie di sangue nel bagno. Operata d'urgenza fu messa in coma farmacologico per evitare danni ulteriori.
Mentre le sue condizioni peggioravano, fonti del mondo dello spettacolo insinuarono che "la causa dell'incidente potrebbe essere stata un regolamento di conti" dovuto alle informazioni presenti nella sua biografia dove comparivano le iniziali J.B. e M.M. riferite probabilmente ad importanti personalità spagnole, con le quali affermava di avere avuto relazioni sessuali durante il suo passato come prostituta. ll 14 ottobre del 2016, durante il suo ultimo intervento televisivo nel programma Deluxe affermò di aver ricevuto minacce di morte per la pubblicazione della biografia. L'11 novembre del 2016 si sarebbe inoltre dovuta sottoporre a una macchina della verità nello stesso programma di Telecinco.
Le prime indagini della polizia ipotizzarono che si trattasse di un incidente domestico, sebbene non fu esclusa la possibilità di un suicidio, dato che secondo il partner di Cristina Ortiz, la stessa fu trovata accanto a bevande alcoliche e pillole di ansiolitici. Il giorno dopo la morte, le fu realizzata una prima autopsia nel Instituto Anatómico Forense di Madrid e si certificò che il decesso era avvenuto a causa di una caduta nel bagno provocata per l'ingestione massiccia di pillole (Xanax) e alcool. Furono trovate cinque scatole di pillole e una bottiglia da un litro di whisky.
Il 12 novembre fu però sospeso il suo funerale ad Adra al fine di realizzare una seconda autopsia per cercare in questo modo di chiarire le cause della morte. Anche la seconda autopsia confermò che la morte era stata accidentale.
Un mese dopo il decesso, il corpo di Cristina si trovava ancora nell'obitorio dell'Istituto Anatomico Forense aspettando che fosse ritirato dalla famiglia, che aveva accumulato un debito di oltre 10.000 euro per la conservazione del corpo. Il cadavere fu infine cremato nel cimitero dell'Almudena il giorno 21 dicembre del 2016, dopo aver ricevuto l'autorizzazione della madre, María Jesús, e di due dei suoi fratelli.
La metà delle sue ceneri riposano nel parque del Oeste e l'altra metà nella casa dei suoi genitori nella sua città natale, Adra.
Nel 2017, la famiglia cercò di riaprire il caso per cercare di dimostrare che Cristina Ortiz era stata assassinata. Nel gennaio del 2019, Mari Pepa Ortiz (sorella di Cristina) cercò nuovamente di riaprire il caso con il sostegno del dottore e forense Luis Frontela a fronte di presunte irregolarità nell'autopsia della vedette. Ciò nonostante, il Tribunale di Madrid rifiutò la riapertura del caso. Anche l'investigatore privato Óscar Tarruella, ex marito di Mónica Naranjo, continua a tenere accesi i riflettori sul caso della morte di Cristina Ortiz.

## Filmografía
- El secreto de La Veneno (1997)
- La venganza de La Veneno (1997)
- En plena forma - serie TV (1997)

## Programmi televisivi
- Vivan los novios (Telecinco, 1991)
- Testigo directo (TVE, 1994)
- Esta noche cruzamos el Mississippi (Telecinco, 1996-1997)
- La sonrisa del pelícano (Antena 3, 1997)
- De tarde en tarde (Canal Sur, 1997)
- Parle vosté, calle vosté (Canal Nou, 1997)
- Susana Giménez Show (Telefe, 1998)
- Todo depende (Telemadrid, 1998-1999)
- Tiempo al tiempo (TVE, 2001)
- Mírame (Antena 3, 2000-2001)
- Crónicas marcianas (Telecinco, 2001-2003)
- Salsa rosa (Telecinco, 2006)
- TNT (Telecinco, 2006)
- Aquí hay tomate (Telecinco, 2006-2007)
- En Antena (Antena 3, 2006-2007)
- DEC (Antena 3, 2006-2011)
- Sálvame (Telecinco, 2009-2013)
- El Caldero de Nacha (Iberoamerica TV, 2014)
- Deluxe (Telecinco, 2009-2016)

## Discografia
Singoli
- 1996 - Veneno pa tu piel

## Libri
- (ES) ¡Digo! Ni puta ni santa. Las memorias de La Veneno, 2016, ISBN 8460883566.

## Omaggi
- Nel 2017 un'associazione LGBT diede vita a una campagna affinché una strada del quartiere madrileno di Chueca fosse intitolata a Cristina La Veneno. Alla fine, La Veneno ottenne una targa in sua memoria nel parque del Oeste.
- Nel 2020, Atresmedia lanciò una serie biografica che racconta tre tappe diverse della vita di Cristina. Intitolata Veneno, la serie è stato diretta da Javier Calvo e Javier Ambrossi. La serie è stata interpretata da Guille Márquez, Marcos Sotkovszki, e soprattutto da Daniela Santiago, Isabel Torres e Jedet, tre donne transgender che hanno recitato nel ruolo di Cristina durante le diverse tappe della sua vita.[18]